# Simon Wolf Oppenheimer
Pour les articles homonymes, voir Oppenheimer.
Simon Wolf Oppenheimer (- 10 novembre 1726), est un banquier, Juif de cour de l'Électorat de Brunswick-Lunebourg.

## Biographie
Fils de Samuel Oppenheimer, il épouse la petite-fills de Leffmann Behrends et est le père de Jacob Wolf Oppenheimer.

## Sources
- (en) Cet article est partiellement ou en totalité issu de l’article de Wikipédia en anglais intitulé « Simon Wolf Oppenheimer » (voir la liste des auteurs).